# Torneo ATP de Melbourne 2021 II
El Murray River Open 2021 fue un evento de tenis de la ATP Tour 250 serie. Se disputó, por única vez, en Melbourne, Australia desde el 1 hasta el 7 de febrero de 2021.

## Distribución de puntos
| Modalidad            | Campeón | Finalista | Semifinales | Cuartos de final | 2ª ronda | 1ª ronda | Clasificados | 2ª ronda de clasificación | 1ª ronda de clasificación |
| Individual masculino | 250     | 165       | 100         | 50               | 25       | 0        | 13           | 7                         | 0                         |
| Dobles masculino     | 250     | 150       | 90          | 45               | 20       | 0        | -            | -                         | -                         |

## Cabezas de serie

### Individuales masculino
| Tenista               | Ranking | Preclasificado |
| Stan Wawrinka         | 18      | 1              |
| Grigor Dimitrov       | 19      | 2              |
| Félix Auger-Aliassime | 21      | 3              |
| Borna Ćorić           | 25      | 4              |
| Casper Ruud           | 27      | 5              |
| Taylor Fritz          | 30      | 6              |
| Ugo Humbert           | 32      | 7              |
| Daniel Evans          | 33      | 8              |
| Lorenzo Sonego        | 34      | 9              |
| Adrian Mannarino      | 35      | 10             |
| Marin Čilić           | 43      | 11             |
| Albert Ramos          | 46      | 12             |
| Nick Kyrgios          | 47      | 13             |
| Richard Gasquet       | 48      | 14             |
| Tommy Paul            | 53      | 15             |
| Márton Fucsovics      | 55      | 16             |

- Ranking del 25 de enero de 2021.[2]

### Dobles masculino
| Tenista                             | Ranking | Preclasificado |
| Nikola Mektić Mate Pavić            | 10      | 1              |
| Wesley Koolhof Łukasz Kubot         | 14      | 2              |
| Rajeev Ram Joe Salisbury            | 27      | 3              |
| Marcelo Melo Horia Tecău            | 31      | 4              |
| Jérémy Chardy Fabrice Martin        | 60      | 5              |
| Sander Gillé Joran Vliegen          | 75      | 6              |
| Ken Skupski Neal Skupski            | 84      | 7              |
| Marcelo Demoliner Santiago González | 92      | 8              |

## Campeones

### Individual masculino
Daniel Evans venció a  Félix Auger-Aliassime por 6-2, 6-3

### Dobles masculino
Nikola Mektić /  Mate Pavić vencieron a  Jérémy Chardy /  Fabrice Martin por 7-6(7-2), 6-3